# 綜合環保

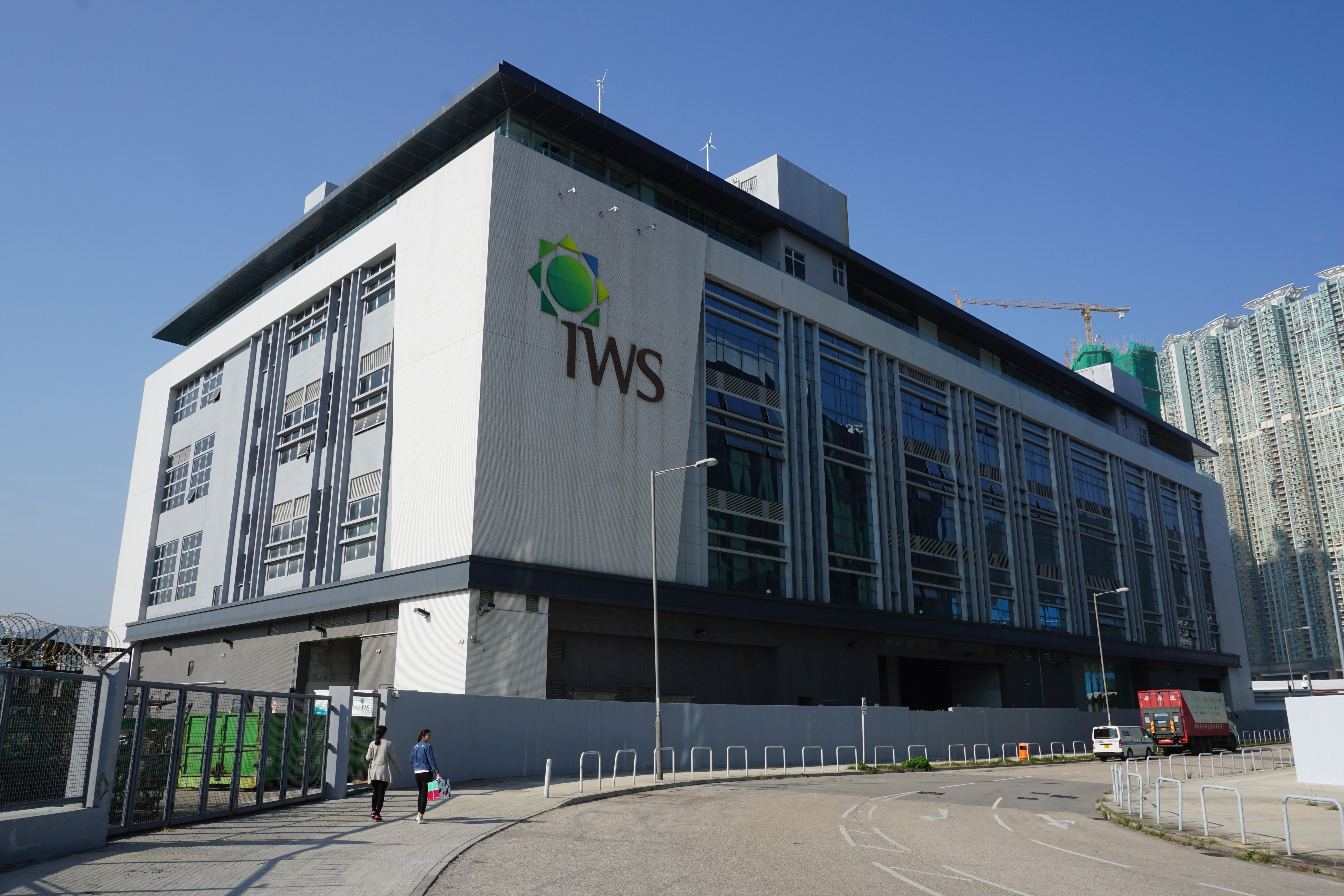
綜合環保大樓

綜合環保集團有限公司，簡稱綜合環保集團有限公司，以及綜合環保（英語：Integrated Waste Solutions Group Holdings　Limited，港交所：0923），在1967年由梁契權創立一家再生紙企業、廢紙管理服務供應商、環保生活用紙生產商，以及廢紙管理服務和機密材料處理服務網絡業務公司。
在2010年3月31日於香港交易所主板上市。總部分別中國及香港位於中國廣東省惠州市博羅縣園洲鎮，以及香港九龍尖沙咀廣東道9號港威大廈。集資額14.3亿港元，招股價為2.3港元，公開發售6.2亿股，而鄭裕彤也認購一手的。
由於過往前董事會成員和創辦人，發生嚴重內部問題，故此所有梁氏家族成員辭退，但仍為第二大股東，現時為周大福企業為主要股東。
其後在2013年1月31日，把原旗下富都太平有限公司（前身「福和造紙（維爾京群島）有限公司」）提出自願清盤。
福和集團宣佈，其名稱已由「Fook Woo Group Holdings Limited福和集團控股有限公司」更改為「Integrated Waste Solutions Group Holdings Limited」，其聯交所代號為「IWS」，並採納中文名稱「綜合環保集團有限公司」以資識別，於2013年8月16日起上午9時正起生效。。
2015年，綜合環保集團投資17億港元，興建位於屯門首座廢電器及電子產品處理設施，該場地主要回收及處理電視機、洗衣機、雪櫃、冷氣機及電腦產品。每回收費用介乎200至300港元不等。

## 連結
- FookWoo.com （页面存档备份，存于）